# جيش نساء الأرض

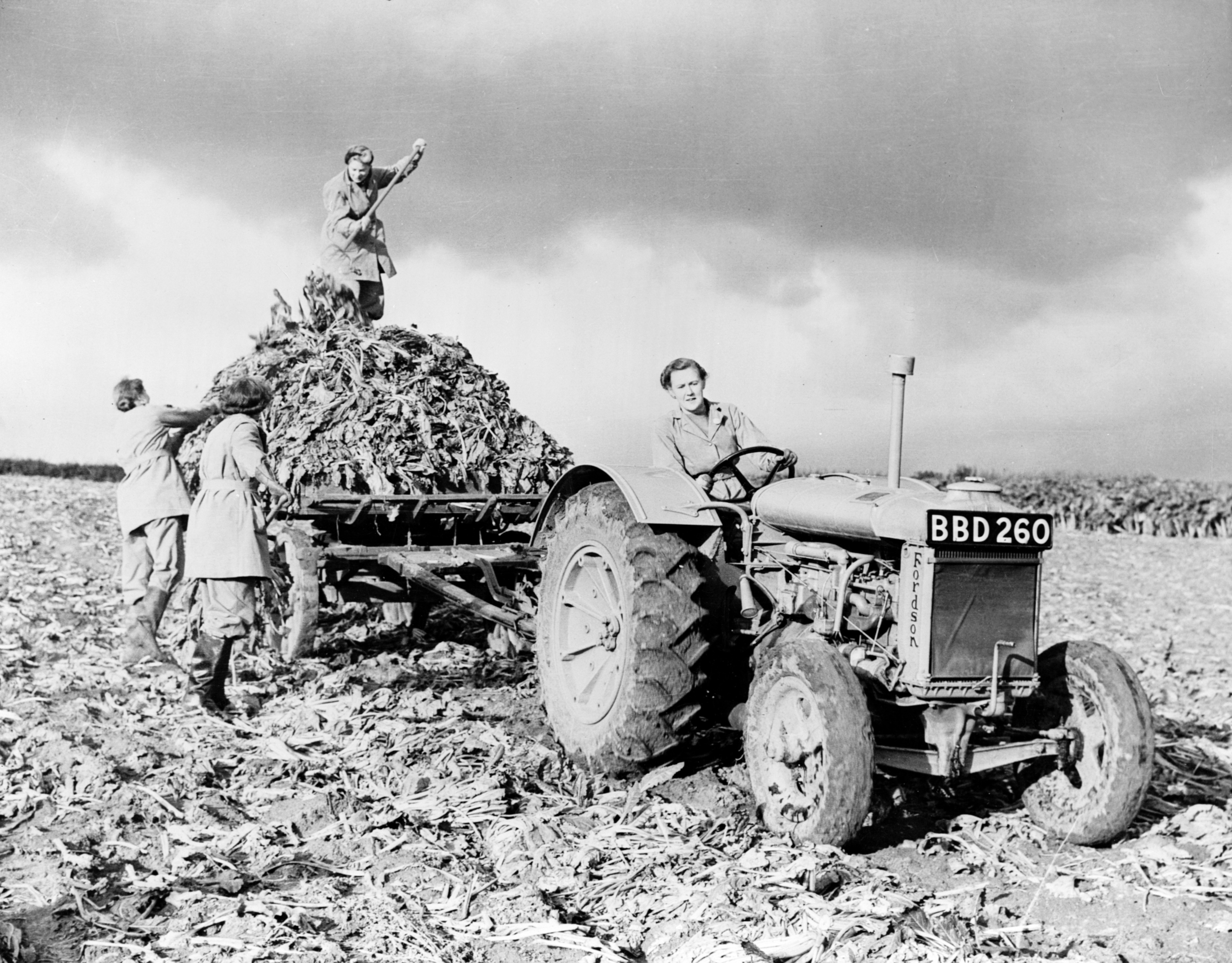

جيش نساء الأرض؛ هي منظمة مدنية بريطانية أنشأت خلال الحرب العالمية الثانية فاستطاعت النساء من خلالها العمل في الزراعة وغيرها وحلو محل الرّجال المطلوبين والمستدعين للخدمة في الجيش. وكانت تلك المنظمة نموذج ومثال واقعي يوضح وضع المرأة في الحرب العالمية الثانية. كان يطلق غالباً علي هذه النساء العاملات في منظمة جيش نساء الأرض ببنات الأرض. وفي حقيقة الأمر قد تم تسيير عمل هذه المنظمة من أجل وضع النساء للعمل في المزارع التي تحتاج لعمال، فكان المزارعون هم موظفي هذه المزارع. كانت تلك النساء تقوم بكافة أعمال الرجال من قطف وحصاد المزروعات وغيرها من الأعمال التي يقوم بها عمال الرجل العامل في المزرعة. قد كانت جوان كنيل واحدة من الأعضاء البارزين في المنظمة والتي أصبحت في ما بعد عضو في برلمان المملكة المتحدة. تاريخياً أرادت الحكومة البريطانية زيادة كمية المحصول المزروع في بريطانيا وذلك بسبب ازدياد احتمالية وقوع الحرب، فمن أجل ذلك كان هناك حاجة للمزيد من المساعدة في المزارع وهذا ما دفع الحكومة البريطانية لإنشاء منظمة جيش نساء الأرض. ولاحقاً تم منح منصب رئيس فخري للسيدة دنمان (بارونيس دنمان وجيرترود دنمان) في شهر تموز من العام 1939 وتم ذلك تحت رعاية وزارة الزراعة والثروة السمكية البريطانية. كانت المنظمة في بادئ الأمر تُرفد بالعمال المتطوعين وفيما بعد تم رفدها بمزيد من الأعضاء من خلال نظام التجنيد الإجباري ولذلك وصل عدد الأعضاء إلى أكثر من 80.000 عضو في عام 1941 .
عملت إنيز جنكنز كمساعد إداري للسيدة دنمان خلال فترة إنشاء وبناء المنظمة، ومن ثمّ شغلت منصب الرئيس الإداري حتى عام 1948، وقد كانت امي كورتيس آخر رئيس إداري للمنظمة التي استمرت إلى أن تم حلّها في تاريخ 21\10\1949 .
كان أغلبة بنات الأرض (أعضاء جيش نساء الأرض) يعيشون بالفعل في الريف لكن أكثر من ثلثهن قَدِمنَ من لندن والمدن الصناعية في شمال إنجلترا. أما في عام 1942 تم إنشاء فرع منفصل عن منظمة جيش نساء الأرض ليكون بمثابة القسم المتخصص بأعمال الصناعة الخشبية وعُرف هذا القسم بشكل رسمي باسم فيبق الأخشاب النسائي وأطلق على أعضائه باللغة العامية اسم" Lumber Jills" وقد حُلّ هذا الفيلق عام 1946 .
تسجيلات
عام 2007 في شهر ديسمبر قامت فتاة الأرض السابقة هيلدا جيبسون بحملة أدت بعد ذلك إلى إعلان وزارة البيئة والغذاء والشؤون الريفية أنه سَيُعترف رسمياً بجهود منظمة جيش نساء الأرض وفيلق الأخشاب النسائي عن طريق تقديم شارة تذكارية مصممة خصيصاً لأعضاء المنظمة الصامدين والسابقين من منهم على قيد الحياة. وقد مُنحت شارة الشرف في شهر نيسان من العام 2004 لأكثر من 45.000 فتاة أرض سابقة.
أما في شهر تشرين الأول من عام 2012 قام أمير ويلز وولي العهد في المملكة المتحدة الأمير تشارلز فيليب آرثر جورج بالكشف عن نصب التمثال التذكاري الأول لكلا منظمتي جيش نساء الأرض في الحربين العالميتين، وقد تم الكشف عنه في منطقة فوكابرز في موراي، اسكتلندا. وكان قد صمم هذا التمثال بيتير نايلور. أما لاحقاً في شهر تشرين الأول من العام 2014 كُشف عن النصب التذكاري لفيلق الأخشاب النسائي في المشتل التذكاري الوطني في ستافوردشاير في إنجلترا. ويعتبر كلا النصبين التذكاريين تجسيداً وتكريماً لمنظمة جيش نساء الأرض.
في الثقافة الشعبية كان جيش نساء الأرض موضوعاً لعدد من الأعمال الأدبية والتيلفيزيونية:
•	كتاب بنات الأرض لآنجيلا هاث الصادر في عام 1995 .
•	الفيلم البوليسي المبني على قصة كتاب آنجيلا هاث المنتج عام 1998 .
•	المسلسل الكوميدي الذي تم بثّه على قناة آي تي في Backs to The Land .
•	المسلسل الدرامي بنات الأرض الذي عُرِض على قناة بي بي سي من 2009-2001 .
•	فيلم باول آند بريسبرغر عام 1944 وهو أحد حكايات كنتربراري الذي اشتُهِرَ بشخصية الأنثى التي تقود بنات الأرض وقد قام بأداء هذا الدور الممثلة شيلا سيم.
•	السلسلة التيلفيزيونية البوليسية البريطانية حروب فويلز في الجزء الثالث الحلقة الثالثة والتي بعنوان «قَتَلَةْ في الحقول» وقد عرضت على قناة آي تي في عام 2004 .
•	الرواية البوليسية «افتراض الموت» للمؤلفة جيل باتون والش، وتدور أحداثها خلال الفترة المبكرة من أيام الحرب العالمية الثانية، وتركز الحبكة فيها على شخصيتا هاربيت فان واللورد بيتر ويمسي في محاولة لحل لغز مقتل فتاة الأرض التي جاءت للعمل قي قرية رتفوردشيار.
•	المسلسل البريطاني Play for Today في الحلقة التي كانت بعنوان Rainy Day Women .
https://en.wikipedia.org/wiki/Women%27s_Land_Army